# Chiesa di Santa Maria la Nova (Napoli)
La chiesa di Santa Maria la Nova è una chiesa monumentale di Napoli, situata nel centro storico, nelle vicinanze di piazza Giovanni Bovio e facente parte dell'omonimo complesso monumentale.

## Storia
A seguito della decisione di Carlo d'Angiò di costruire il Maschio Angioino, durante la metà del XIII secolo, si rende necessario l'abbattimento della chiesa di Santa Maria ad Palatium, risalente al 1216, per avere spazio a sufficienza per il nuovo castello: il sovrano tuttavia, vicino alle esigenze dei frati Minori che gestivano il tempio, dona loro, il 10 maggio 1279, un terreno nei pressi di una torre a guardia del porto, per l'edificazione di una nuova chiesa con annesso l'omonimo convento. I lavori iniziano nel 1279, storicamente sotto la direzione di Giovanni Pisano, anche se diversi studi negano tale ipotesi, mettendo in dubbio anche il fatto che lo stesso architetto toscano sia mai stato a Napoli: probabilmente questi sono seguiti da qualche architetto francese venuto al seguito di Carlo d'Angiò; in alcuni documenti del 1280 risulta che la fabbrica è già in fase avanzata di realizzazione: la nuova chiesa, che per distinguerla dalla precedente viene chiamata con l'appellativo "la Nova", è in stile gotico e suddivisa in tre navate, anche se altri storici ritengono che abbia una forma simile a quella che verrà costruita successivamente.

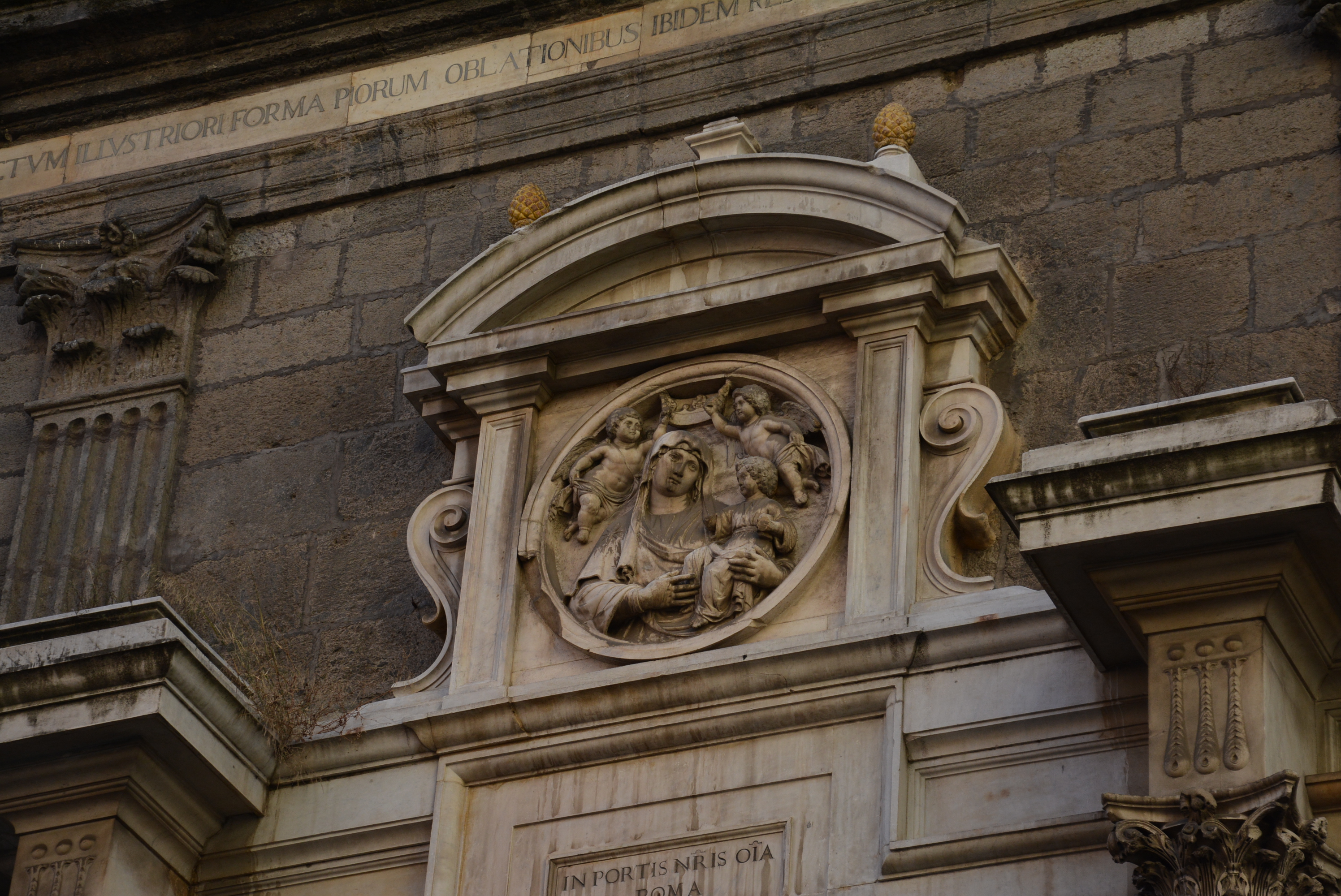
Il bassorilievo sulla facciata

A seguito dei danni provocati dai terremoti del 1456, 1538 e 1569 e soprattutto dallo scoppio di una polveriera, avvenuto il 13 dicembre 1587, nonostante all'inizio del XVI secolo fosse stata interessata dall'edificazione del cappellone di San Giacomo della Marca che portano all'abbattimento e alla modifiche di diverse cappelle, si decide la totale ricostruzione della chiesa, la quale versa già in precarie condizioni di conservazione: questa deve rispecchiare il gusto del periodo, ossia il nascente barocco e seguire i canoni dettati dalla controriforma; i lavori vengono affidati a Giovanni Cola di Franco ed iniziati nel 1596 per terminare tre anni più tardi nel 1599, come riportato sul fregio delle facciata. In realtà, data la brevità del protrarsi dei lavori, l'edificio non può essere stato costruito ex novo, ma sicuramente sono stati riutilizzati strutture e materiali della vecchia costruzione: a vantaggio di questa tesi anche la costante insufficienza di fondi economici, tant'è che i frati devono ricorrere alle elemosine cittadine, influenzate anche dalla guarigione miracolosa di uno storpio il 17 agosto 1596, attribuita al quadro della Madonna delle Grazie custodita nella chiesa. Le rifiniture interne continuano negli anni successivi: nel 1603 è completato il soffitto ligneo, nel 1620 il coro, nel 1633 inizia l'abbellimento degli interni in stile barocco con l'uso di stucchi e dorature, mentre nel corso del XVII secolo viene rifatta la facciata. Nel XVIII secolo vennero ridipinti alcuni affreschi del chiostro originariamente realizzati da Luigi Abate.
Nuovi lavori di restauro si rendono necessari durante la metà del XIX secolo, in particolare dal 1859 dopo che i frati hanno trovati i fondi sempre tramite le elemosine; l'opera è affidata all'architetto Federico Travaglini, che ha avuto la meglio su Francesco Saponieri e Errico Alvino: questo in un primo momento vuole riportare la chiesa al suo aspetto originario, cioè prima dell'aggiunta delle decorazioni barocche del 1633, poi, visti gli alti costi, è costretto a rivedere il progetto e a ridecorare tutte le parti danneggiate e consolidare maggiormente le vecchie decorazioni, anche in quei punti della chiesa dove la pietra è ancora a vista. Restauri al soffitto e alle opere d'arte sono nuovamente effettuati tra il 1922 ed il 1926.

## Descrizione

### Pianta
| 1. Ingresso 2. Cappella di Sant'Anna (dei Calzetti) 3. Cappellone di San Giacomo della Marca 4. III cappella di sinistra 5. Cappella Venata d'Aquino 6. Cappella Gruther 7. Cappella di Sant'Erasmo (degli Spiriti) 8. Cappella di Sant'Onofrio 9. Chiostro piccolo 10. Transetto sinistro 11. Sacrestia 12. Cappella lungo il presbiterio sinistro 13. Presbiterio 14. Abside 15. Cappella del Crocifisso 16. Transetto destro 17. Cupola 18. Cappella di San Pietro d'Alcántara 19. Cappella di San Francesco d'Assisi (dei Pironte) 20. Cappella di San Bonaventura (dei De Sanctis-Benincasa) 21. Cappella di Sant'Eustachio (dei D'Afflitto) 22. Cappella Scozia 23. Cappella del Beato Salvatore d'Orta (dei Mascaro) 24. Cappella di San Michele Arcangelo (dei Sanseverino) | Pianta |

### Esterno e facciata

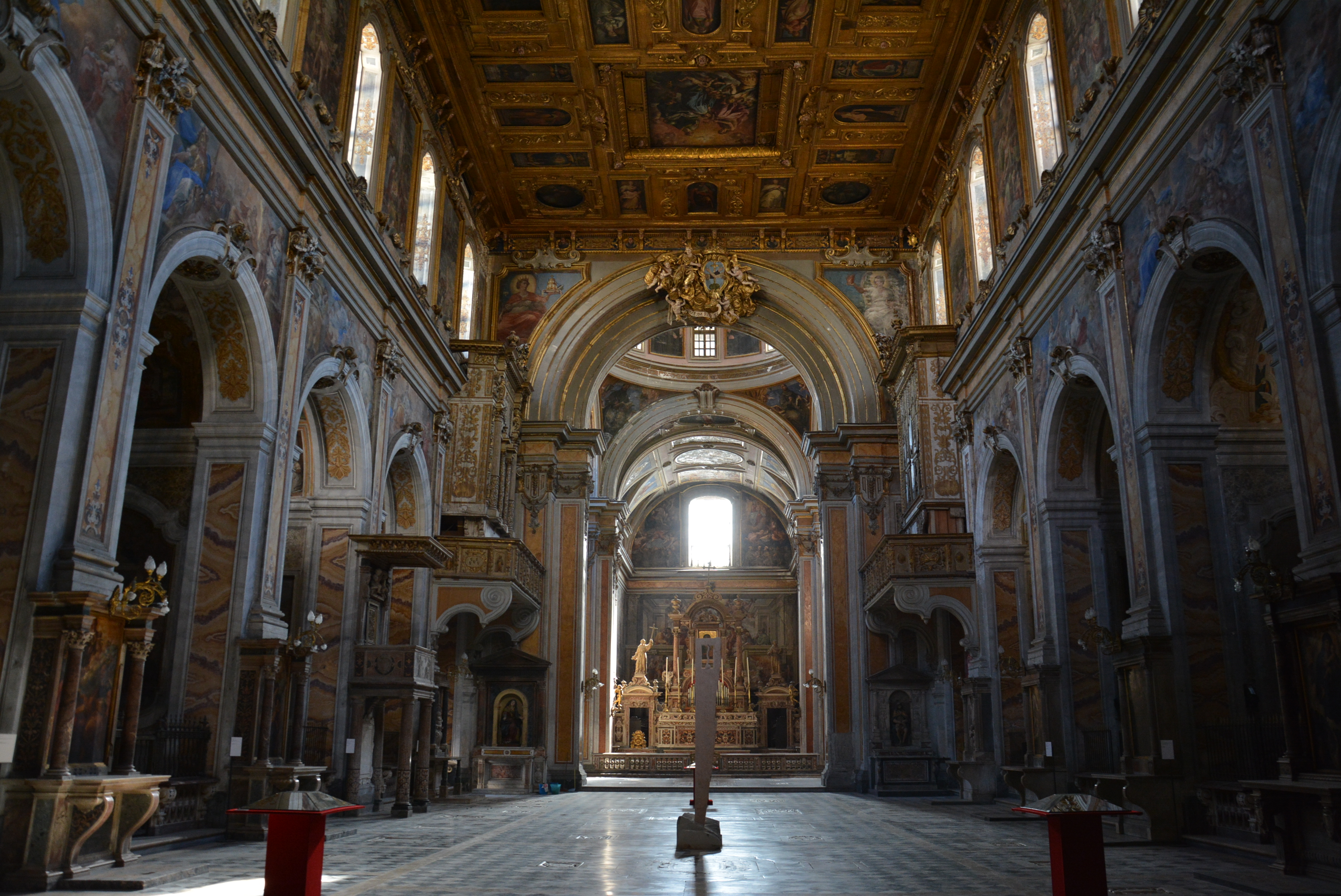
L'interno

L'accesso alla chiesa è dato da una scalinata in piperno, protetta da una balaustra in marmo, realizzata nel 1606; la facciata, di stampo rinascimentale, è austera, a ricordare quello stile utilizzato all'inizio del XVII secolo per le costruzioni civili, divisa verticalmente da due ordini di paraste e orizzontalmente da una trabeazione, dove è riportata la scritta:
Nella parte inferiore, al centro, è posto il portale d'ingresso, tra due colonne in granito con capitelli in ordine corinzio, e sormontato da un'edicola con un bassorilievo raffigurante la Vergine, opere di un ignoto del XVII secolo, mentre la parte superiore reca al centro un ampio finestrone: la facciata termina a timpano, con una piccola finestra rotonda. Sempre esternamente, nell'angolo sinistro, si trova una piccola cappella: secondo alcuni storici questa potrebbe essere stata utilizzata come luogo di deposizione dei neonati morti prima del battesimo, mentre secondo altri, ipotesi più accreditata, essere stata la cappella gentilizia della famiglia Fusano. La facciata non è ortogonale all'asse interno della navata della chiesa, ma ruotata di circa dieci gradi, tant'è che il muro sul lato destro presenta uno spessore maggiore tale da contenere al suo interno una scala a chiocciola che conduce al sottotetto: l'angolazione è dovuta alla necessità di allineare il nuovo prospetto della facciata con la muratura laterale del cappellone di San Giacomo della Marca ed il resto della piazza.
Esternamente, inglobato tra la chiesa e il convento, si trova il campanile: questo è stato costruito sull'antica torre Maestra a guardia del porto di Napoli e doveva presentarsi percorso da un fregio a toro, con poche finestre e decorato da una statua di Sant'Antonio; successivamente invece è stato modificato: da tre livelli a forma quadrata, percorsi da monofore e cella campanaria ottagonale, ad ancora con monofore ma su quattro lati, che riprende la stessa forma della cupola.

### Navata e cappelle laterali

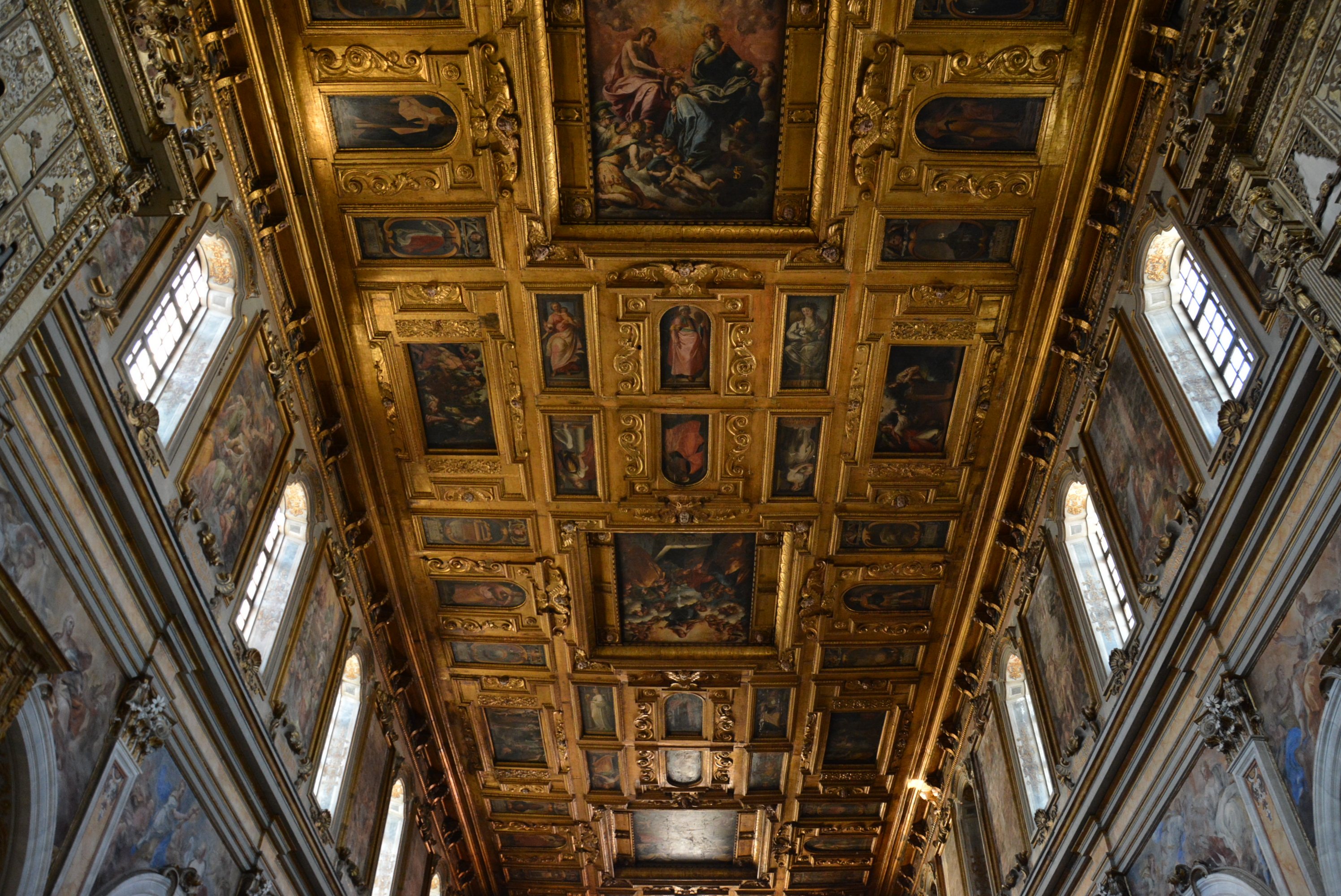
Il soffitto

La chiesa di Santa Maria la Nova si presenta internamente a croce latina e a navata unica, pavimentata in riggiole con numerose lapidi tombali: questa è caratterizzata da un soffitto in legno dorato, realizzato tra il 1598 ed il 1603, abbellito con quarantasei tavole di vari artisti, ispirati all'ultimo manierismo napoletano, prima dell'influsso dato dalla pittura di Michelangelo Merisi da Caravaggio; le tre tavole più grandi ritraggono la Gloria del nome di Maria di Francesco Curia, l'Assunzione della Vergine di Girolamo Imparato e l'Incoronazione della Vergine di Fabrizio Santafede: le altre tavole, più piccole, hanno diversi temi come scene della vita di Maria e Gesù, simboli mariani, re di Giudea e santi, tra cui san Francesco d'Assisi, san Bonaventura, san Giacomo della Marca e sant'Antonio di Padova, opere di autori come Luigi Rodriguez, Giovanni Bernardino Azzolino, Cesare Smet, Tommaso Maurizio e Belisario Corenzio. Al di sotto del soffitto, nella zona del cleristorio, tra un finestrone e l'altro, sono degli affreschi, sempre del Corenzio, eseguiti tra il 1603 ed il 1605, con tema Articoli del Credo. La controfacciata, in parte occupata dalla cantoria, che è sostenuta da due colonne e poggia anche sulle pareti laterali della chiesa, è arricchita con due tele di Belisario Corenzio, ossia Madonna delle Grazie e Punizione dei dannati.
Su ogni lato della navata si aprono sette cappelle: la parte superiore degli archi di ogni cappella è affrescata con Virtù di Nicola Malinconico, mentre tra una cappella e l'altra, ad ogni pilastro divisorio, sono posti degli altarini in marmo, alcuni di patronato di diverse famiglie, arricchiti con pitture di manieristi napoletani o altri generi di opere d'arte, come statue e bassorilievi.
La prima cappella sul lato sinistro, detta dei Calzetti e dedicata a sant'Anna, presenta sull'altare una Sacra Famiglia di Vincenzo Scibelli; tra la prima e la seconda cappella, nell'altarino, Madonna con Bambino e san Michele di Aert Mytens.

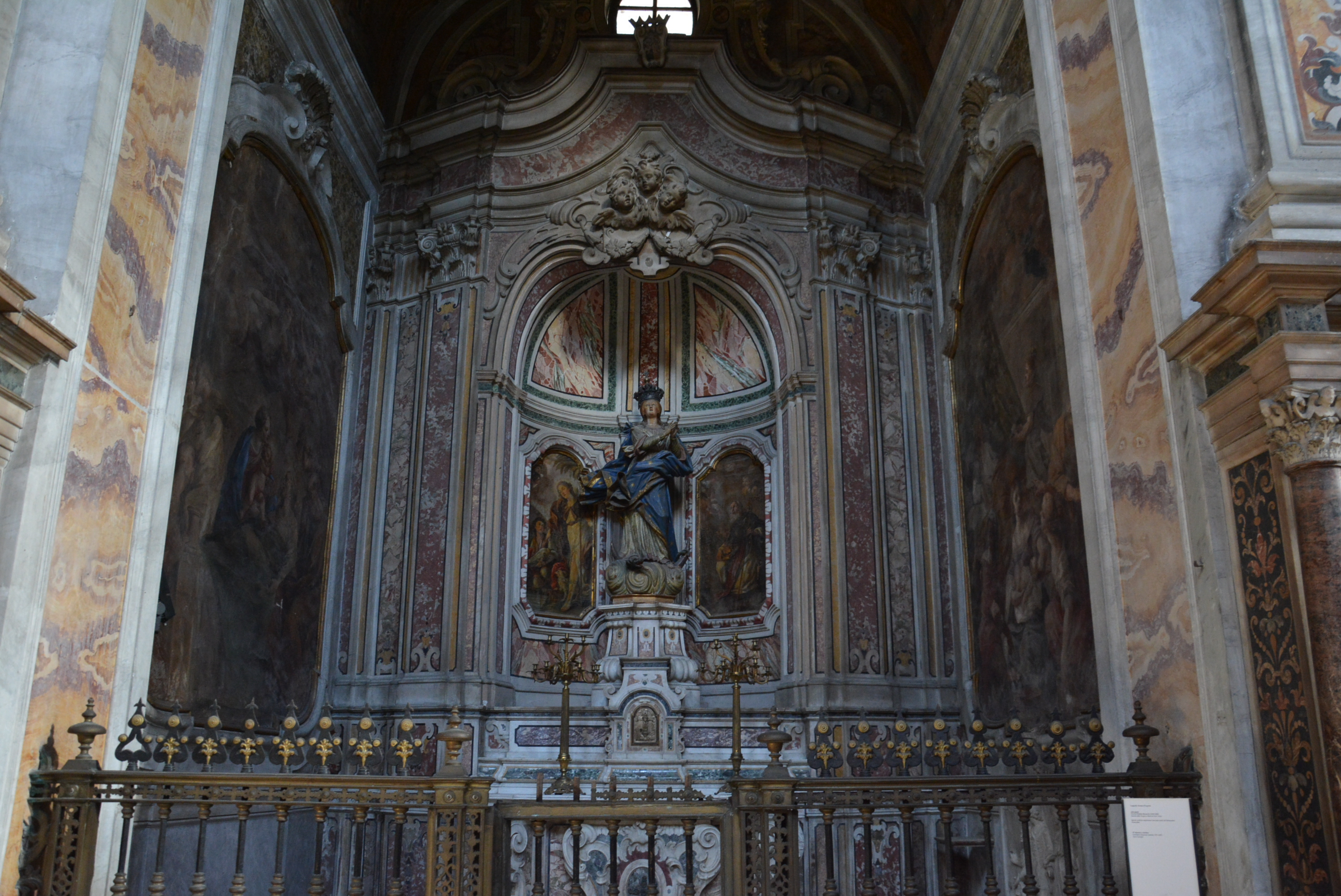
La cappella Venata D'Aquino

La seconda cappella è il cappellone di San Giacomo della Marca; è stato costruito agli inizi del XVI secolo ed all'interno è diviso a sua volta in tre cappelle su ogni lato: oltre ad ospitare i resti mortali di san Giacomo della Marca, è impreziosito con opere di Luca Giordano, Massimo Stanzione e Giovanni Balducci; tra seconda e terza cappella Salvator Mundi di Girolamo Imparato.
Nella terza cappella è conservata la tela di San Francesco Solano e i martiri francescani di ignoto della seconda metà del XVIII secolo, oltre ad affreschi di Giovanni Battista Benaschi; tra terza e quarta cappella Madonna con Bambino e santi Filippo e Giacomo, del 1607, sempre di Imparato.
La quarta cappella è di patronato della famiglia Venata d'Aquino: sull'altare statua dell'Immacolata, attribuita o ad un ignoto napoletano della seconda metà del XVIII secolo o a Michele Perrone, mentre alle pareti Nascita della Vergine e Morte di sant'Anna del Benaschi, in aggiunta, sul lato destro, il monumento funebre realizzato da Domenico Morante nel 1853 del duca Alfonso Caracciolo di San Teodoro; nell'altarino tra quarta e quinta cappella, di proprietà della famiglia Vicedomini, Sacra Famiglia di Imparato.
La quinta cappella, di patronato della famiglia Gruther, in origine dedicata a santa Severina e poi a sant'Antonio, ha sull'altare una tavola di Giuseppe Castellano del 1719, ritraente Sant'Antonio da Padova tra san Giovanni da Capestrano e san Pasquale Baylon: gli affreschi che si ritrovano nella volta, Gloria di sant'Antonio, sono di Giovanni Battista Benaschi e alle pareti, Storie della vita di sant'Antonio, di Andrea e Onofrio De Lione; tra la quinta e la sesta cappella un pulpito commissionato da Camillo de Tomase a Francesco Balsimelli, eseguito tra il 1617 ed il 1620.

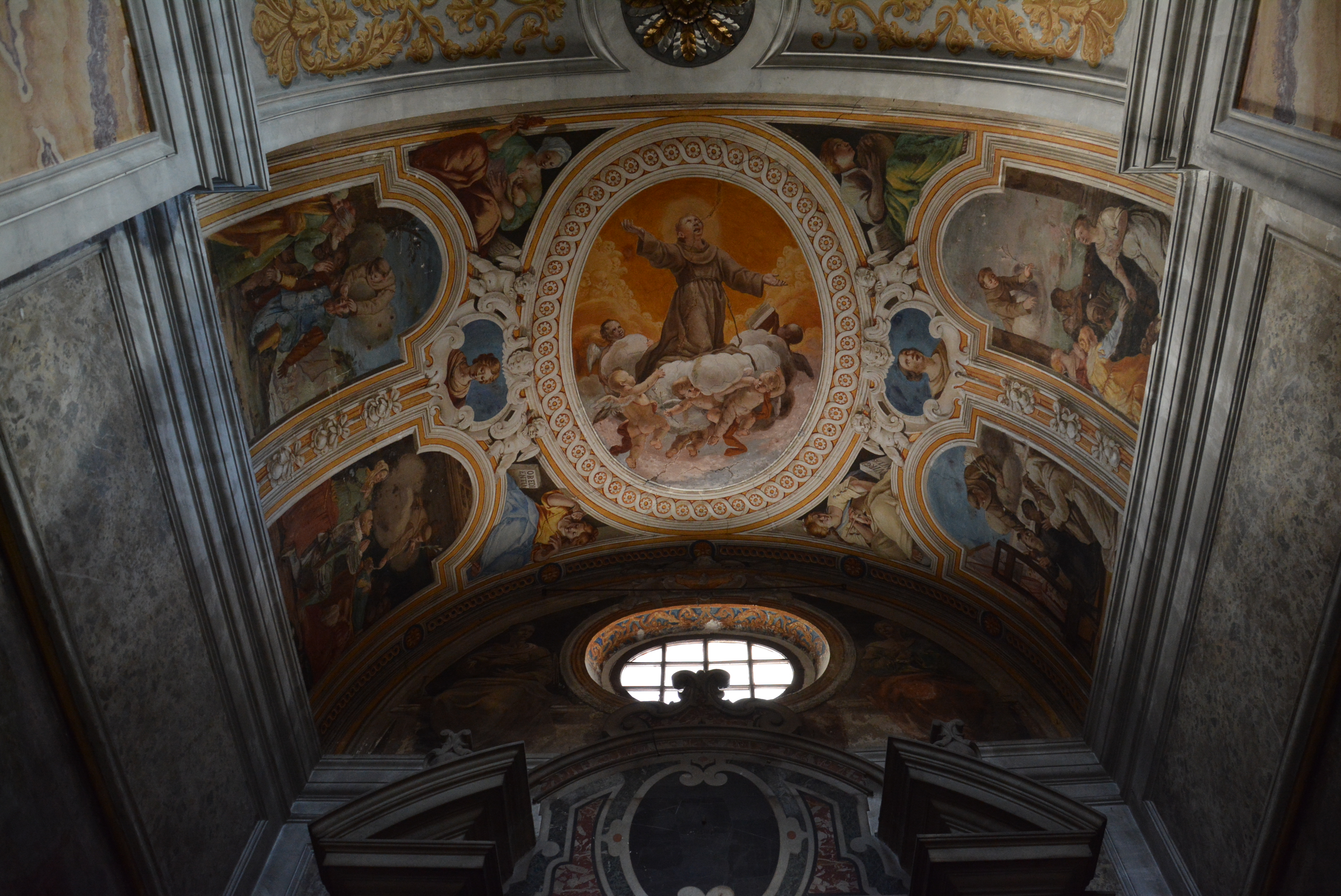
Gli affreschi della volta della cappella Gruther di Giovanni Battista Benaschi

La sesta cappella, della famiglia Spiriti e dedicata a sant'Erasmo, ha sull'altare maggiore Martirio di sant'Erasmo, opera di Giuseppe Mastroleo del 1749, mentre gli affreschi che rappresentano Gloria di sant'Erasmo e Storie della vita di sant'Erasmo, sono attribuiti ad Andrea De Lione: l'altare in marmo è stato lavorato da Pietro Nicolini tra il 1734 ed il 1735; tra la sesta e la settima cappella, altarino della famiglia Acon, con statua della Madonna dell'Arco di Lazzaro Marasi, realizzata tra il 1610 ed il 1611.
La settima cappella, in origine dedicata a sant'Onofrio, è in parte occupata, nella zona superiore, dall'organo; al suo interno l'affresco di due Putti che la tradizione attribuisce ad un giovane Luca Giordano: si racconta che il pittore di appena di otto anni, avrebbe compiuto l'affresco al posto del padre, Antonio, il quale aveva avuto il compito di decorare la cappella; dalla parete di fondo è l'accesso al chiostro minore e quindi al convento.
La prima cappella del lato destro, di patronato della famiglia Sanseverino e dedicata a san Michele Arcangelo, presenta lavori in marmo di Nicola Carletti, realizzati tra il 1621 ed il 1625; sull'altare tavola di Dirk Hendricksz, ampliato nella parte inferiore da Battistello Caracciolo, raffigurante San Michele, mentre alle pareti e nella cupoletta Storie del Vecchio Testamento sempre del Caracciolo: sulla parete di destra è presente il sepolcro di Aloisio Severino, realizzato da Nicola Cartelli, mentre le statue che lo adornano sono di Giovanni Domenico Monterossi, sulla parete sinistra invece il sepolcro di Girolamo Severino, della bottega di Girolamo D'Auria; tra la prima e la seconda cappella, alterino della famiglia Amodeo, con Immacolata di Ippolito Borghese realizzata nel 1609.

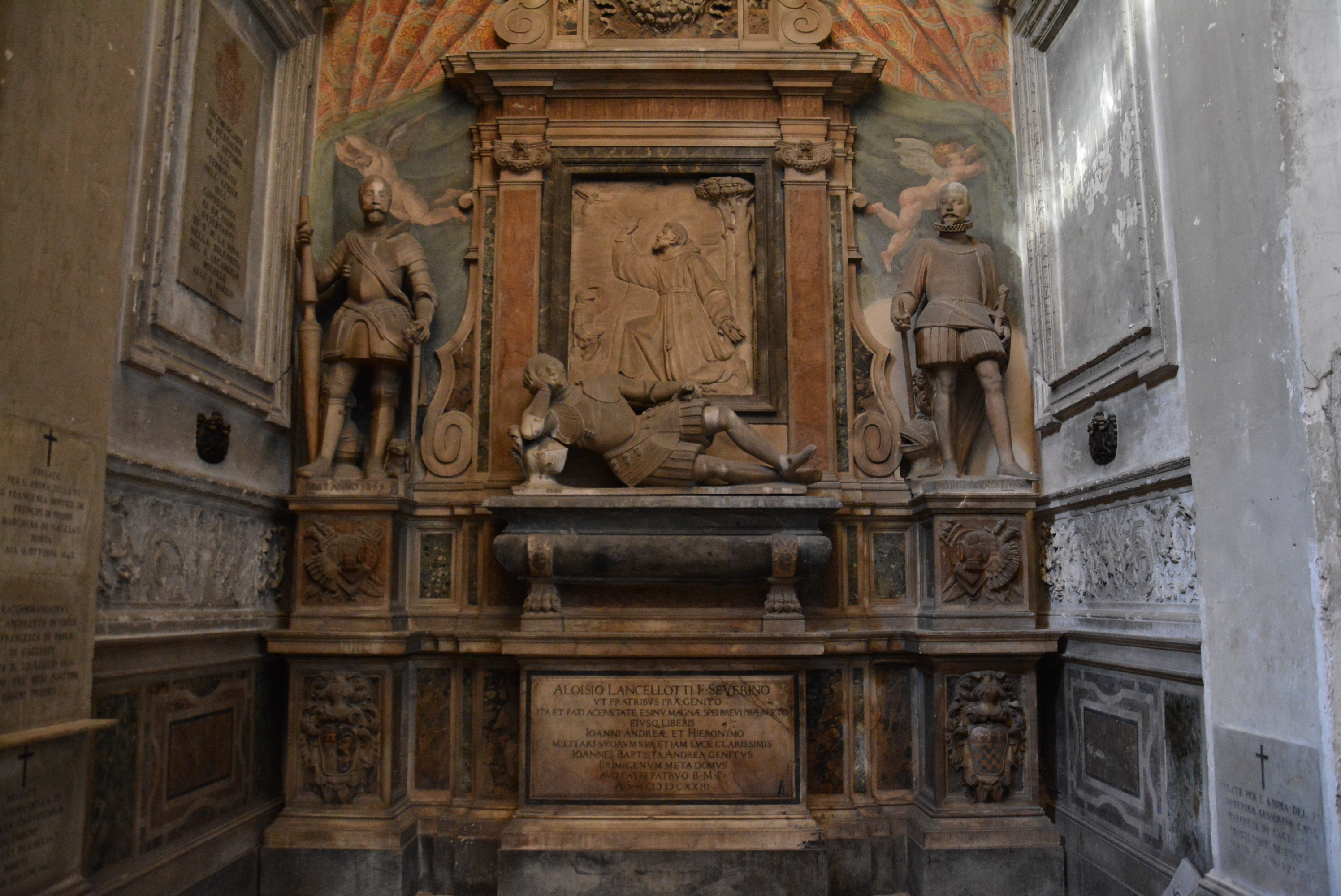
Il sepolcro di Aloisio Severino nella cappella Sanseverino

La seconda cappella è di patronato della famiglia Mascaro ed originariamente dedicata al beato Salvatore d'Orta poi consacrata alla Natività: sull'altare bassorilievo di Girolamo Santacroce raffigurante la Natività, nella volta affresco di Agostino Beltrano dell'Incoronazione della Vergine ed alle pareti Sogno di Giuseppe e Sacra Famiglia con i santi Giovanni, Elisabetta e Zeccaria di Benedetto Torre del 1755, opere che sono andate a sostituire i Miracoli del beato Salvatore di Giuseppe Beltramo; l'altarino tra la seconda e la terza cappella, di patronato della famiglia Salvo e Vuoli, Cristo, la Vergine e san Francesco di Marco Mele del 1601.
La terza cappella, appartenuta alla famiglia Scozia e dedicata al Calvario, ha sull'altare, opera di Girolamo D'Auria, Crocifissione di Marco dal Pino e alle pareti Storie della Passione e alla volta Ascensione, affreschi di Belisario Corenzio e aiuti, realizzati nel 1619; tra la terza e la quarta cappella è l'altarino di patronato della famiglia Bianco e Pino con Madonna delle Grazie di Teodoro e Giovan Luca d'Errico.
La quarta cappella è di patronato della famiglia D'Afflitto e consacrata a sant'Eustachio: sull'altare, oltre ad un paliotto in marmo della prima metà del XVII secolo, è il Polittico di sant'Eustachio, composto dalle sequenze dell'Annunciazione, Natività, Visione di sant'Esustachio, Miracolo del santo e Santi Francesco e Sebastiano, opera giovanile in legno di Giovanni da Nola, inoltre le pareti sono affrescate con dipinti di Giovanni Battista Benaschi dal tema Storie dei santi Paolo e Ludovico; tra la quarta e la quinta cappella, altarino della famiglia Fontana, San Francesco di Paola di Pietro Negroni.

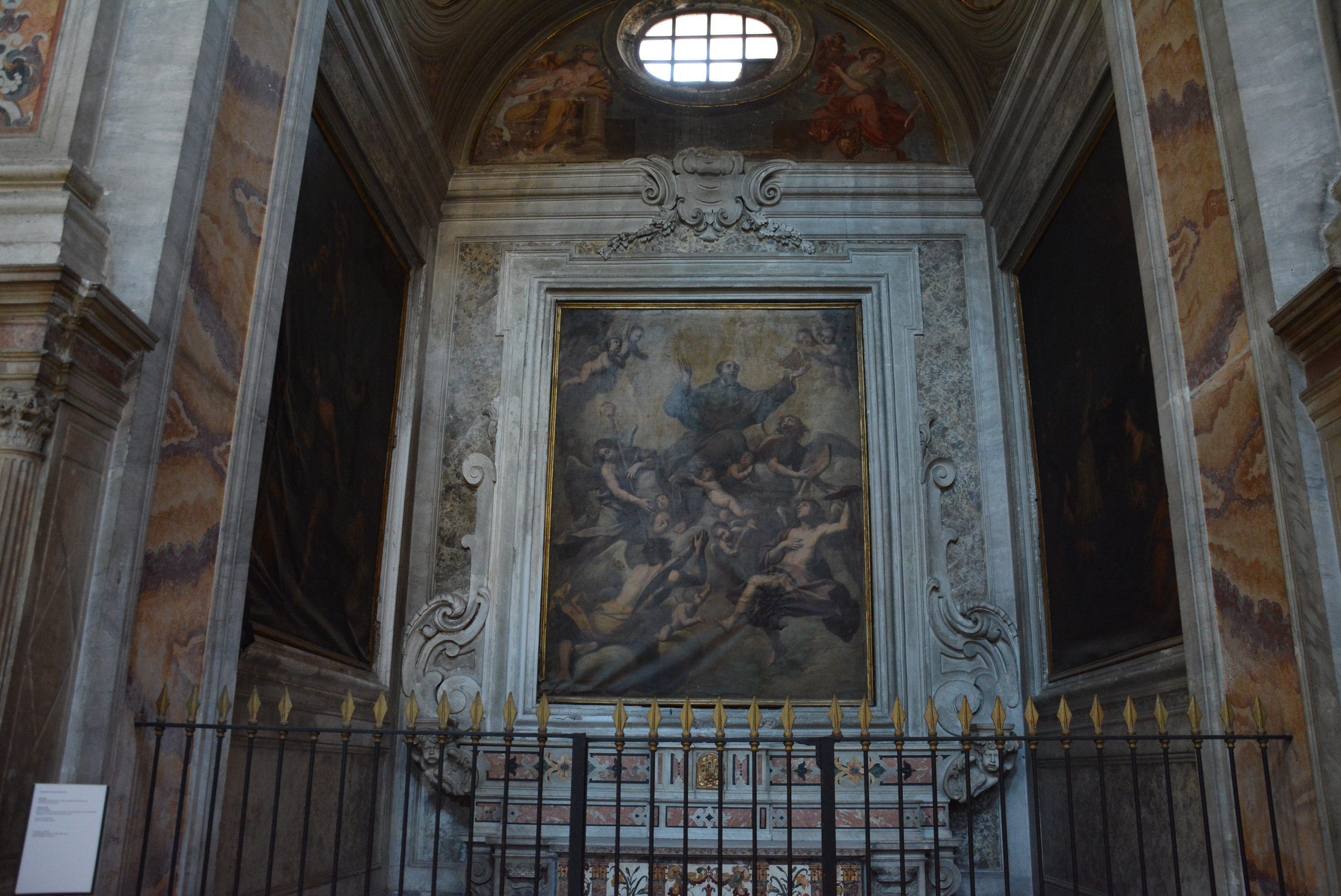
La cappella De Sanctis-Benincasa

Sull'altare della quinta cappella, di patronato della famiglia De Sanctis e Benincasa, la tela di Giuseppe Marullo, Gloria di san Bonaventura, a cui la cappella è dedicata, e alle pareti laterali Miracolo di San Bonaventura e San Bonaventura riceve l'Eucaristia di Santillo Sannino artefice anche dell'affresco della volta, Eterno Padre, cherubini e putti: la zona si completa con un paliotto del 1620 di Francesco Balsimelli, in tarsia di marmi policromi e pietre dure; sull'altarino tra quinta e sesta cappella dipinto di Sant'Elisabetta d'Ungheria di Luigi Rodriguez.
La sesta cappella, chiamata anche cappella Pironte, dalla famiglia di patronato, è dedicata a san Francesco d'Assisi: ha decorazioni in marmo di Giuseppe Gallo del 1680 e sull'altare il Trittico di san Francesco tra santa Lucia e santa Caterina, attribuito al Maestro di Pere Roig de Corella, mentre alle pareti San Francesco in estasi e Visitazione di Francesco di Antonio Altobello e nella volta Storie della vita di san Francesco di Onofrio De Lione; sull'altarino tra la sesta e la settima cappella, di patronato dei Romeo, bassorilievo dell'Annunciazione di un ignoto napoletano del XVI secolo o di Giovan Antonio Tenerello.
La settima cappella, appartenuta alla famiglia Macedio, è dedicata a san Pietro d'Alcántara: è divenuta vano di passaggio per l'organo e custodisce tre tele di Santillo Sandini, ossia San Pietro d'Alcántara del 1669, San Pietro d'Alcántara comunica santa Teresa e San Pietro d'Alcántara servito da Gesù.
Tra la navata ed il transetto è posto l'arco trionfale: alla sua base, nel lato sinistro è posta una statua in legno attribuita a Giacomo Colombo, Addolorata, ed ai suoi piedi la sepoltura di Francesco Galeo, mentre al lato destro si trova l'altarino con statua lignea dell'Hecce Homo, di Giovanni da Nola e sotto una tela malandata, Sogno di san Giuseppe, di ignoto.

### Transetto, presbiterio e abside

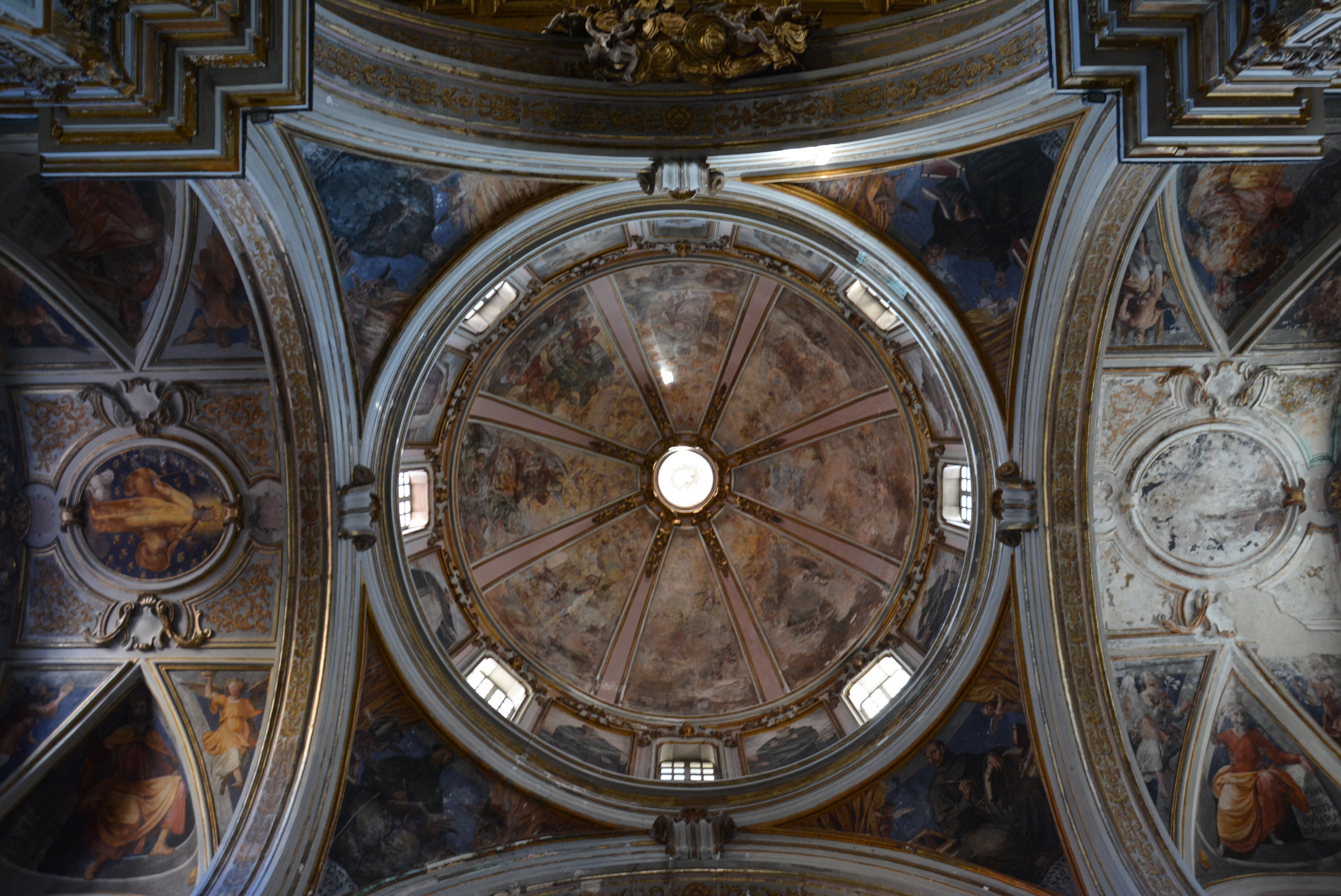
La cupola

La zona del transetto presenta al centro la cupola, affrescata con Storie della Vergine e profeti da Belisario Corenzio, e, sugli archi che dividono la parte centrale da due bracci laterali, due tele del 1703 di Nicola Malinconico, ossia Adorazione dei Magi e Adorazione dei pastori.
Nell'ala sinistra del transetto è posto un paliotto raffigurante Storie della Vergine di Domenico Marinelli e Matteo Tregio, realizzato su modello di Lorenzo Vaccaro, che ha sostituito uno precedente di Gennaro Monte: nella stessa zona è posto l'ingresso alla sagrestia e nelle sue vicinanze il sepolcro di Luca Citarella e della moglie Giuditta Rocca, del 1588. La cappella dell'ala sinistra del transetto è dedicata alla Madonna delle Grazie: sull'altare è posizionato un trittico di Angiolillo Arcuccio, Madonna delle Grazie e santi, mentre ai lati due tele di Fedele Fischetti, ossia Sposalizio della Vergine e Presentazione della Vergine; la cupola e le lunette sono affrescate con Angeli, Putti con simboli della Vergine e Storie di vita della Vergine del Benaschi. Sul lato destro del transetto, nella parete di destra è il sepolcro del cardinale Galeazzo Sanseverino, attribuito alla bottega di Pietro da Milano e datato 1477; la cappella sul lato sinistro è dedicata al Crocifisso e presentava sull'altare un crocifisso ligneo di Giovanni da Nola, risalente agli anni '30 del XVI secolo e distruttosi a seguito di una caduta, mentre i dipinti laterali sono Gesù che cade sotto la croce e la Veronica, di autore ignoto, oltre all'affresco della volta, Cena eucaristica, di Simone Papa ma rivisto nel XIX secolo da Luigi Pastore.

L'altare maggiore

La zona del presbiterio contiene, per tutta la sua larghezza, l'altare maggiore; l'altare è stato disegnato tra il 1632 ed il 1633 e realizzato da Cosimo Fanzago, con gli aiuti di Mario Cotti, uno scalpellino di Carrara, Giuseppe Pellizza e Andrea Lazzaro, ed è caratterizzato da due colonne chiuse da un arco, mentre ai lati due ingressi che permettono l'accesso al coro: nell'arco è posta la tavola della Madonna con Bambino, del XIII secolo, dipinta su rame e proveniente dalla vecchia chiesa di Santa Maria ad Palatium, mentre sui due ingressi laterali si trovano le due statue in legno, in origine probabilmente nella cappella del Crocifisso, una raffigurante Sant'Antonio, l'altra San Francesco, di Agostino Borghetti; completano la zona due Putti in bronzo disegnati dal Fanzago e realizzati da Aert Mytens, una lapide sepolcrale, posta ai piedi della mensa, dove riposa Giovanna di Trastámara, moglie di Ferdinando I di Napoli, sulla parete destra il sepolcro dei D'Afflitto di Trivento, del XVI secolo, e sulla parte sinistra dipinto dell'Immacolata Concezione con Alessandro VII e Filippo V, attribuito a Giuseppe Beltrano, del 1603.
Alle spalle del presbiterio la chiesa si conclude con un'abside rettangolare: questa è stata affrescata in circa un ventennio, precisamente dal 1603 al 1621, da Belisario Corenzio con gli aiuti di Simone Papa e Onofrio De Lione con Storia di sant'Anna e san Gioacchino nella volta, Storie mariane alle pareti e Virtù, incorniciate in stucchi di Francesco Napolella; nell'abside è inoltre un coro ligneo del 1603.

### Organo a canne
L'organo a canne della chiesa fu costruito nel 1961 dai Fratelli Ruffatti. Lo strumento è a trasmissione elettrica e dispone di 33 registri, ai quali se ne aggiungono altri 12 semplicemente predisposti. Il materiale fonico si articola in tre corpi distinti: i due maggiori si trovano nell'ultima campata della navata, su cantorie contrapposte, mentre a pavimento nell'abside ve n'è un terzo, corale. La consolle, esternamente decorata con modanature, si trova a pavimento nel transetto ed ha tre tastiere e pedaliera.
I due corpi principali dell'organo Ruffatti sono accolti entro casse antiche che, fino al rifacimento ottocentesco, accoglievano altrettanti strumenti. Essi furono costruiti per la cattedrale di Napoli rispettivamente da Giovanni Francesco Mormanno de Palma nel 1548-1549 e da Pompeo e Martino de Franco nel 1652; rimossi dalla loro sede nel 1767, furono trasferiti in Santa Maria la Nova. Per quanto similari, le due casse non sono identiche. Il prospetto di quella di destra presenta una suddivisione del tutto unica nel panorama organario della città, con cinque campiture separate verticalmente da lesene e dotate di sei organetti morti, quattro dei quali (nelle campiture laterali intermedie) sovrapposti. La facciata della cassa dirimpetto è invece incorniciata da semicolonne e si articola in tre campi maggiori, ai quali si aggiungono due organetti morti. Entrambe le casse terminano in alto con un fastigio in legno dorato, che riprende il ricco apparato decorativo delle stesse.